# فرن (ول-دو-مرن)
شهر فرِن (به فرانسوی: Fresnes) در شهرستان ول-دو-مرن در ناحیه ایل-دو-فرانس با جمعیت ۲۵٬۵۷۵ نفر در کشور فرانسه واقع شده‌است